# Drăgănescu, Giurgiu
Drăgănescu este un sat ce aparține orașului Mihăilești din județul Giurgiu, Muntenia, România. La recensământul din 2002 avea o populație de 502 locuitori. Biserica din localitate a fost pictată de către preotul Arsenie Boca.